# Sadie Thompson
Sadie Thompson este un film mut dramatic american din 1928, care spune povestea unei „femei decăzute” care sosește în Pago Pago pe insula Tutuila pentru a începe o nouă viață, dar întâlnește un misionar zelos care vrea să o forțeze să se întoarcă la fosta ei viață din San Francisco. În rolurile principale sunt Gloria Swanson, Lionel Barrymore și Raoul Walsh fiind unul dintre cele mai de succes filme în care a jucat Swanson.

## Distribuție
- Gloria Swanson - Sadie Thompson
- Lionel Barrymore - domnul Alfred Davidson
- Blanche Friderici - domana Alfred Davidson
- Charles Willis Lane - doctorul Angus McPhail
- Florence Midgley - doamna Angus McPhail
- James A. Marcus - Joe Horn
- Sophia Artega - Ameena
- Will Stanton - intendentul Bates
- Raoul Walsh - sergentul Timothy O'Hara